# Prieuré d'Anzy-le-Duc
L'ancien prieuré d'Anzy-le-Duc  est un prieuré bénédictin situé sur le territoire de la commune d'Anzy-le-Duc dans le département de Saône-et-Loire et la région Bourgogne-Franche-Comté. Il fait l’objet d’un classement au titre des monuments historiques depuis 1922 et 1992.

## Histoire
La fondation du monastère d'Anzy-le-Duc remonte à l'époque carolingienne ; c'est l'un des plus anciens du pays brionnais. En 876, le seigneur d'Anzy-le-Duc, nommé Lethbald, et son épouse Altasie firent donation d'une de leurs villas à l'abbaye Saint-Martin d'Autun pour y fonder un prieuré. Des moines venant de l'abbaye Saint-Martin d'Autun viennent établir un monastère en ce lieu.
Le comte, Baidilus dit Badilon ou Badillon, comte venu d'Aquitaine, fait appel à l'abbaye de Saint-Savin-sur-Gartempe, pour réformer l'abbaye Saint-Martin d'Autun. Ce sont 18 moines dont Arnuphe, saint Hugues d'Anzy, et un autre saint Hugues de Poitiers qui viendront de ce lieu et iront réformer Saint-Martin d'Autun, puis l'abbaye de Baume-les-Messieurs, l'abbaye de Vézelay, l'abbaye Notre-Dame de Déols et l'abbaye Saint-Martin de Massay, puis vont avec Bernon ( ° - †.927), fonder l'abbaye Saint-Pierre de Gigny en 880. Hugues d'Anzy y construisit un hôpital pour les pauvres dans le même temps que la fondation d'Anzy.
L'un des premiers prieurs fut le moine Hugues d'Anzy, mort en odeur de sainteté vers 930. Son tombeau fut l'objet d'une grande vénération lors de la translation solennelle de son corps dans la crypte de l'église, et l'affluence croissante des pèlerins rendît nécessaire la construction d'une église plus vaste par Odilon de Cluny (994-1049), abbé de Cluny. Ils démarrent à partir de 1001  par le chœur et le transept, et vont s'étendre jusqu'en 1050 avec une interruption pendant la période de grande famine de 1030 à 1033.

### XIIesiècleauXIVesiècle
Le prieuré est attaqué par les troupes du Prince Noir, en 1368.

### XVesiècleauXVIIesiècle
En 1576, les protestants mutilent les sculptures des portails occidentaux et le tombeau de saint Hugues fut violé et ses ossements livrés aux flammes.
En 1594 ce sont les Ligueurs qui incendient le prieuré.
Le 21 mai 1652, un ouragan se déchaîne sur le Charolais et le Brionnais. La foudre incendie le clocher du prieuré, et trois cloches sont fondues.

### XVIIIesiècle
En 1770, le prieur paie 40 écus de patronage à l'abbé de Saint-Martin .(charte 150 de 1449). Par l'accord du 10 mai 1451 l'abbé Jean Petitjean et Jean V Rolin, évêque d'Autun décident de gouverner le prieuré d'Anzy ensemble et l'évêque en demeurera prieur. (charte 151) - Exécution de la bulle de Pie II (charte 155 de 1463) et (charte 156 de 1463).
En 1791, les religieux sont expulsés et leurs biens confisqués et vendus au profit de la nation. Le 11 avril, M. de Champagny, futur duc de Cadore, achète le prieuré et ses dépendances.

### XIXesiècle
La propriété passe ensuite à M. Thomas par acte du 20 janvier 1835. L'église ne fut pas comprise dans la vente et resta dans la catégorie des biens nationaux. Le prieuré est désormais détenu par un propriétaire particulier.

## Architecture

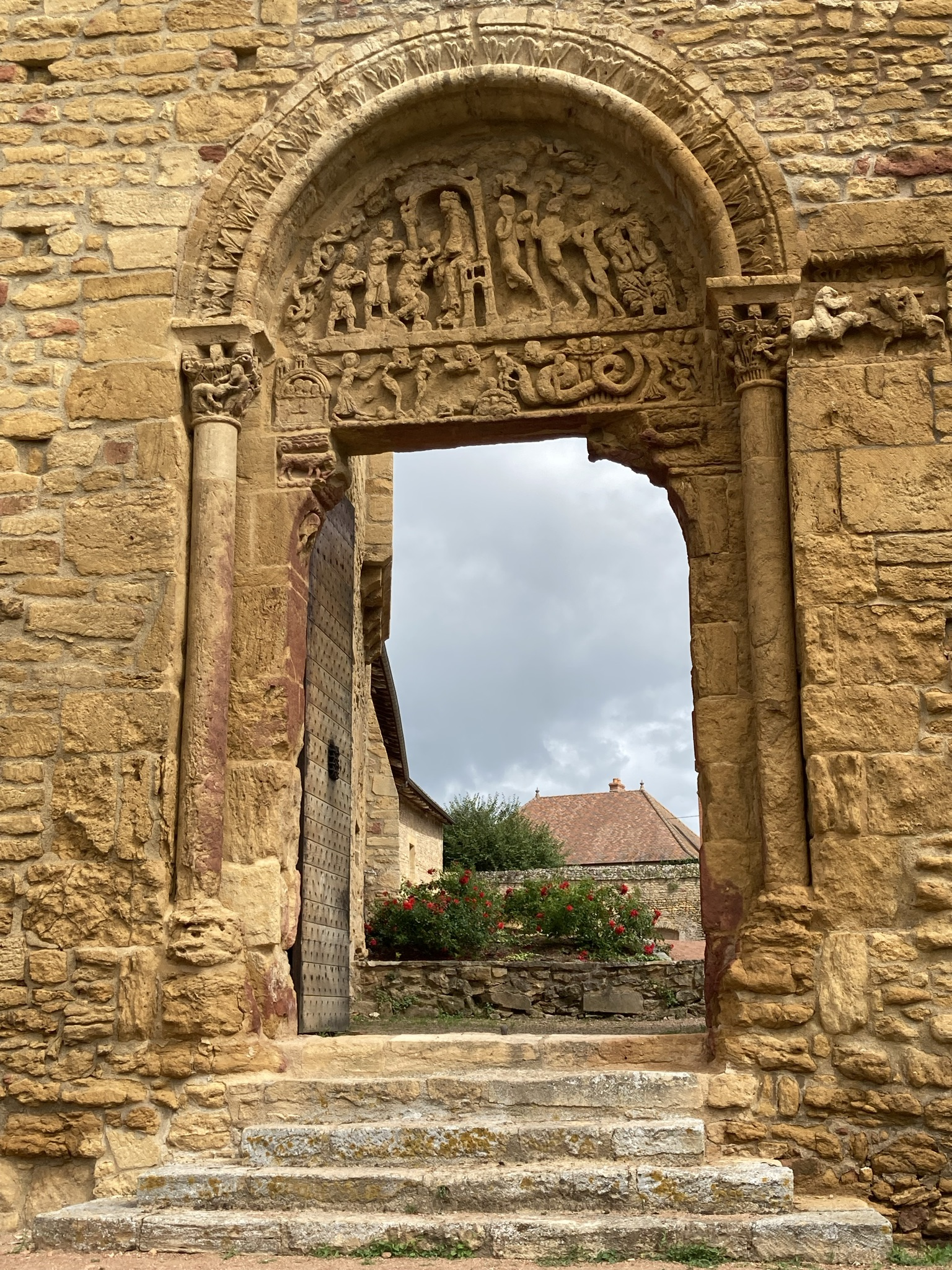
Le portail sud.
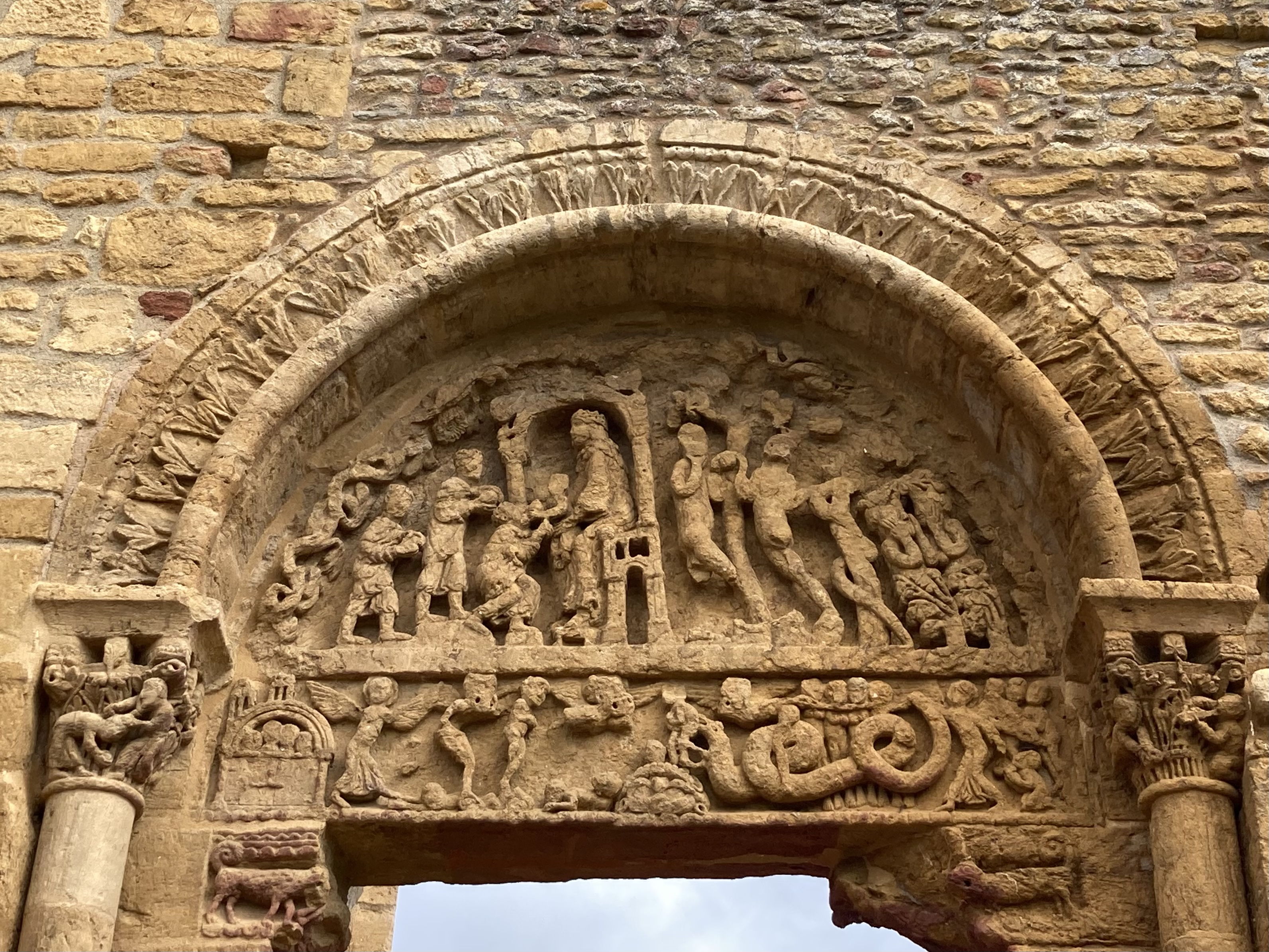
Le tympan sud.
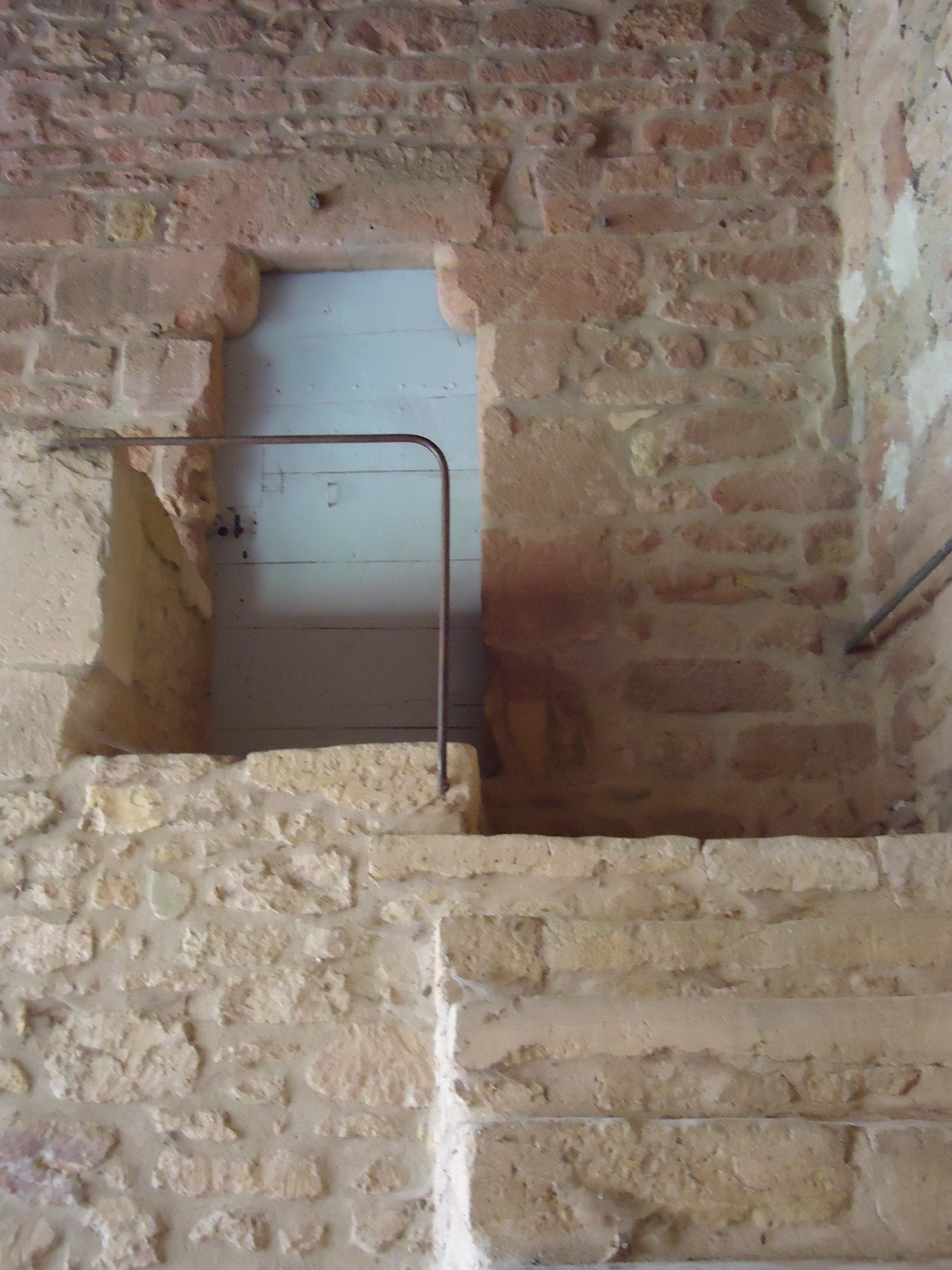
Un détail architectural.
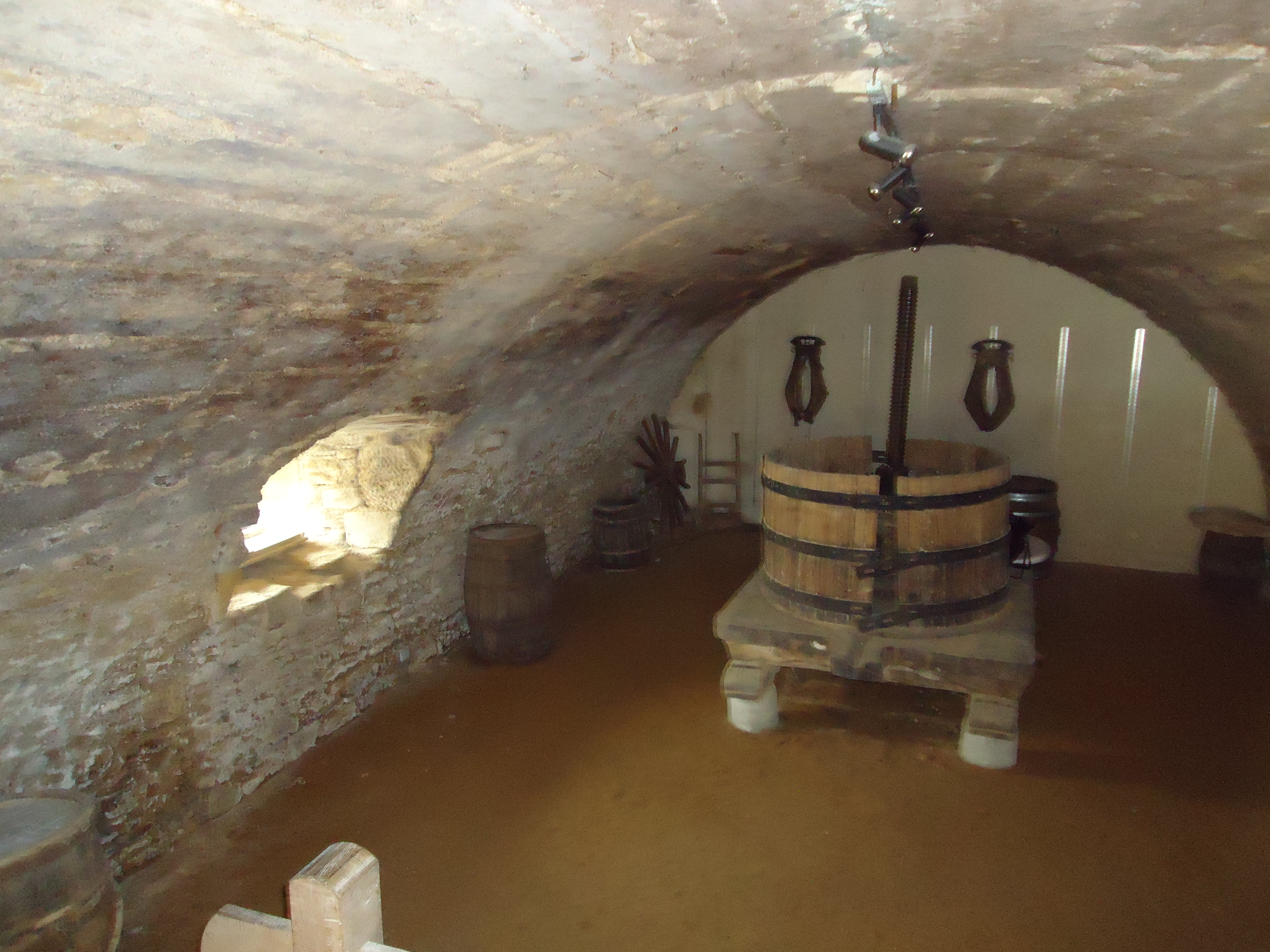
Une cave.
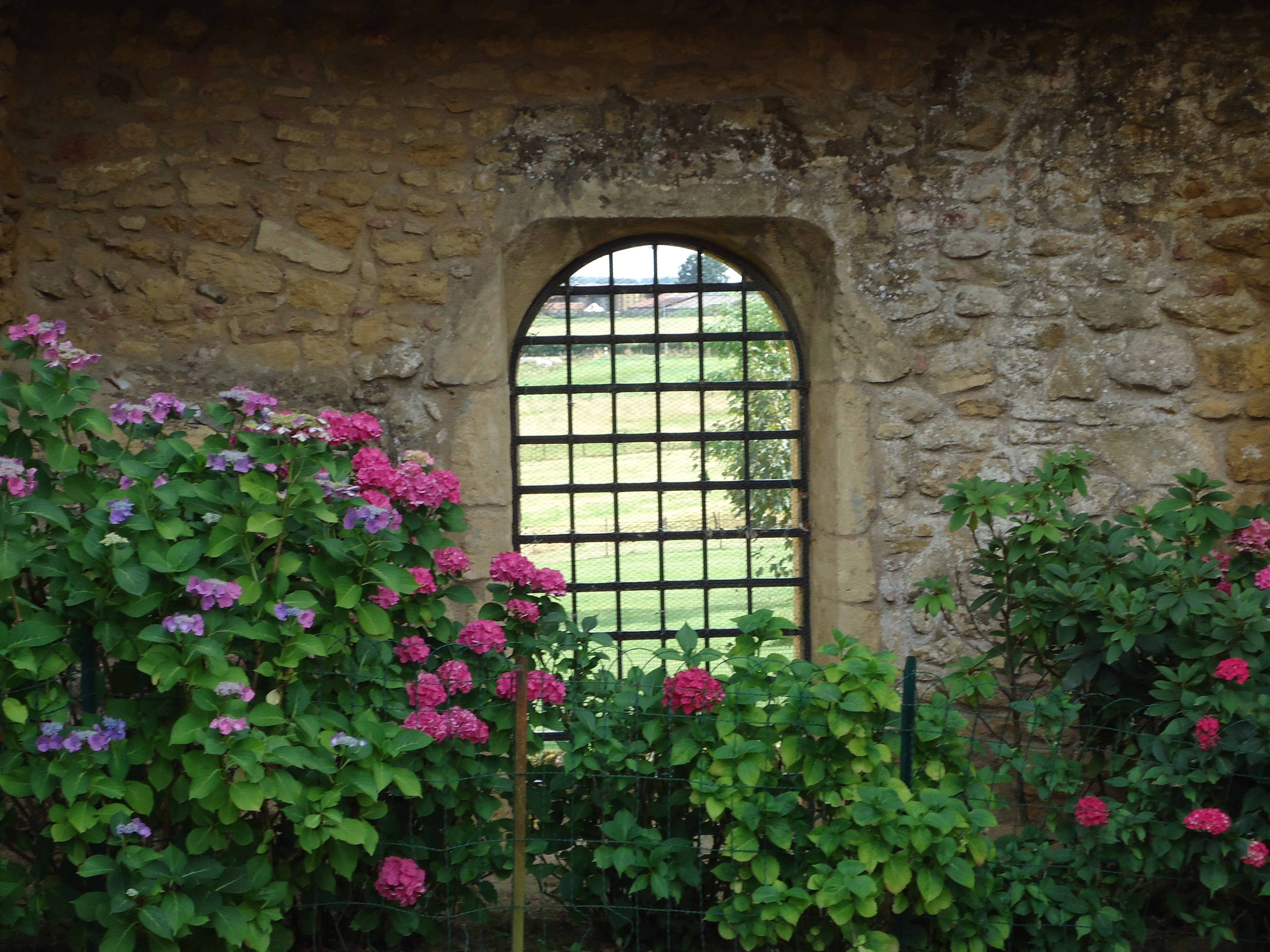
Un détail du mur d'enceinte.
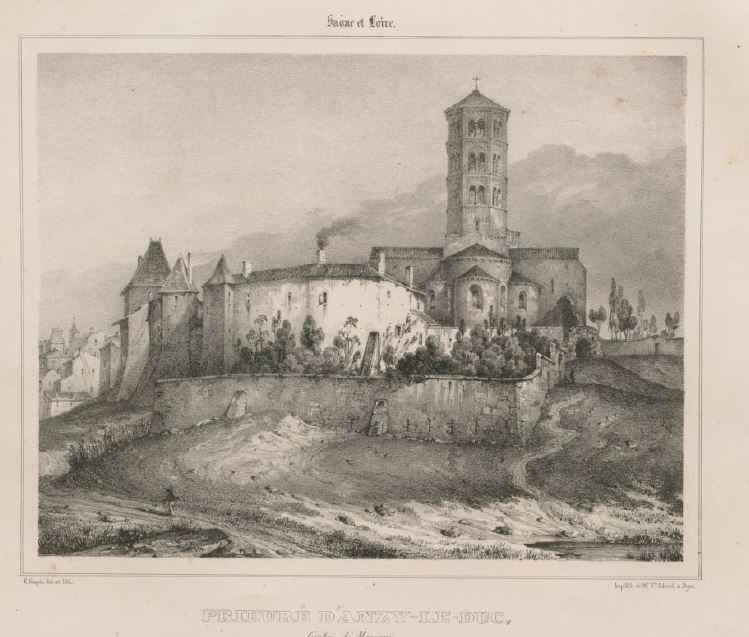
Dessin in : Voyage pittoresque en Bourgogne ou Description historique et vues des monuments antiques, modernes et du Moyen âge.... Partie 2, sous la direction de Charles-Hippolyte Maillard de Chambure, Gabriel Peignot et Boudot Éditeur : impr. Vve Brugnot 1835 dessin Émile Sagot.

### Église priorale

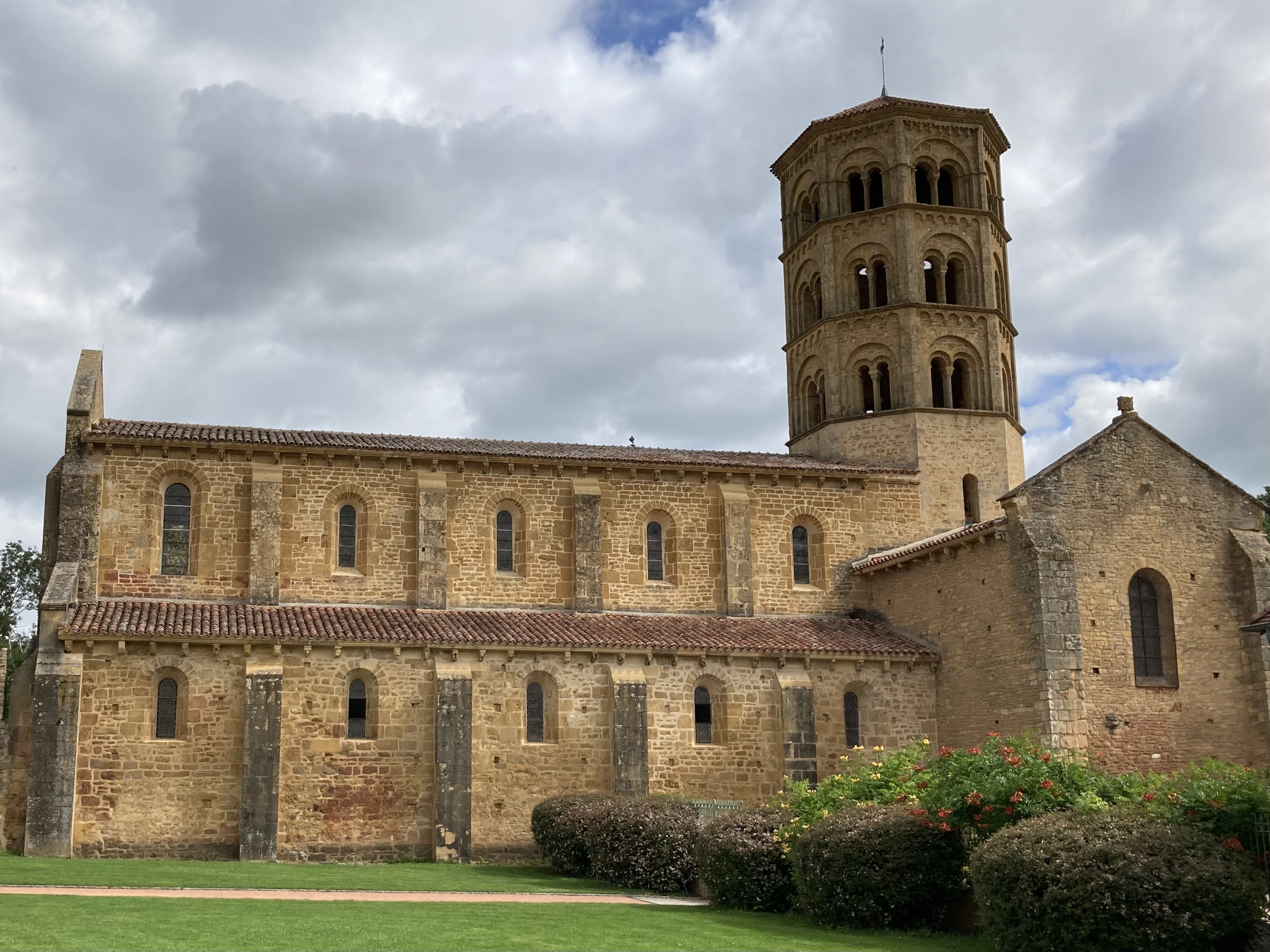
Église Notre-Dame-de-l'Assomption, vue depuis la cour du prieuré.

## Prieurs
- Hugues († 928), confesseur, moine à l'abbaye de Saint-Savin-sur-Gartempe en Poitou, puis à abbaye Saint-Martin d'Autun ; célébré localement le 20 avril[5].
- 949 : Humbert, il était en même temps abbé de Saint-Martin[6].
- 1336 : Guy. Il fut l'un des quatre commissaires nommés pour le règlement des dettes de l'abbaye de Saint-Martin d'Autun.
- 1427 : Guillaume Porteret (Porterat/Portrat)

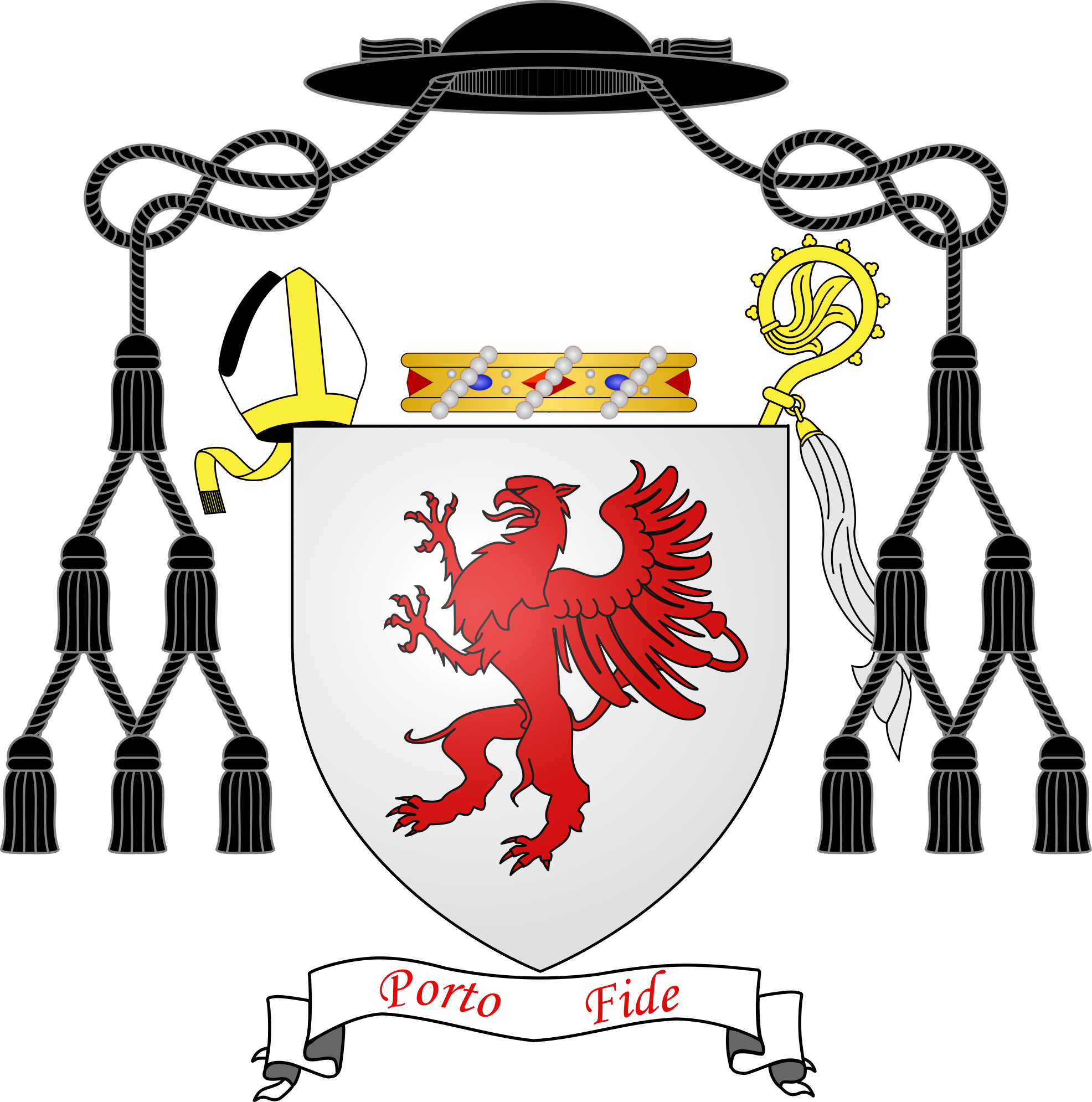
Armoiries du prieur-baron Guillaume Porteret (Porterat/Portrat)

- 1451 : Le cardinal Rollin, en sa qualité d'abbé commendataire de Saint-Martin.
- 1513 : Louis du Lac
- 1533 : Prudence de Mypont.
- Charles Ailliboust, qui fut abbé de Septfonds en 1570, puis évêque d'Autun en 1572. Son père était médecin du roi François Ier.
- Claude Ailliboust, neveu du précédent.
- Philippe Bouton, des comtes de Chamilly, doyen de la sainte chapelle de Dijon en 1636. Il fait réparer l'église et le clocher d'Anzy après l'incendie de la flèche par un éclair en 1652. Il laisse par testament "300 livres pour achever le chœur de l'église de son prieuré". Comme ses prédécesseurs et ces successeurs, il prend le titre de prieur et baron d'Anzy.
- Henri Jeannin de Castille.
- François Legendre, conseiller du roi, docteur de Sorbonne et chanoine de l'église de Paris, seigneur prieur et baron d'Anzy. Il reçoit le 7 juillet 1673 de Marc de Saint-Georges, le dénombrement de la seigneurie du Lac-les-Anzy.
- 1724 : Gilbert de la Souche.
- Philibert Carpentier de Crécy.
- 1744 et 1778 : François de Chalon d'Andreville.
- Roch-Étienne de Vichy, dernier titulaire du prieuré d'Anzy. Il est aumônier de Madame la Dauphine, évêque d'Autun, pair de France et conseiller d'État, et mort le 3 avril 1829. Il fonde par un acte du 28 septembre 1824, autorisé par ordonnance royale du 15 décembre 1824, en faveur des desservants d'Anzy une rente de 200 fr. sur l'État à la charge de célébrer chaque année dans leur église 52 messes aux intentions du fondateur.